# AT Circini
AT Circini (AT Cir / HD 122314 / HIP 68692) es una estrella variable en la constelación austral de Circinus, el compás.
De magnitud aparente media +8,4, se encuentra aproximadamente a 550 años luz del sistema solar. 
AT Circini es una estrella binaria con un período orbital de 3,2575 días.
Las dos estrellas están muy próximas entre sí, constituyendo una «binaria semidesprendida», lo que implica que una de las estrellas llena su lóbulo de Roche, transfiriendo masa estelar a su compañera o a un disco de acreción.
El tipo espectral conjunto es A5IV-V, que corresponde a una subgigante o estrella de la secuencia principal blanca.
La componente principal posee una temperatura efectiva de 7978 K y una luminosidad 37,14 veces mayor que la luminosidad solar.
Su radio es 3,20 veces más grande que el del Sol y tiene una masa de 2,41 masas solares.
Por su parte, la estrella acompañante, más fría, tiene una temperatura de 6550 K.
27,5 veces más luminosa que el Sol, su radio es 4,07 más grande que el radio solar y su masa es el doble de la del Sol.
AT Circini es una binaria eclipsante —semejante a Algol (β Persei) o a ζ Phoenicis— cuyo brillo disminuye 0,40 magnitudes durante el eclipse principal.